# Tarnos
Tarnos ist mit 12.900 Einwohnern (Stand 1. Januar 2022) die fünftgrößte Stadt im Département Landes in der französischen Region Aquitanien. Sie gehört zum Arrondissement Dax.

## Geografie
Tarnos ist die westlichste Gemeinde des Départements Landes. Sie liegt an der Côte d’Argent (Silberküste), an der Mündung des Adour in den Atlantik und damit nördlich des Labourd, fünf Kilometer nördlich von Bayonne, 7,4 Kilometer nordöstlich von Anglet und zwölf Kilometer nordöstlich von Biarritz, zwischen den Nachbargemeinden Boucau im Südwesten und Ondres im Nordosten. Das Gemeindegebiet umfasst 2741 Hektar, davon werden 75 % landwirtschaftlich genutzt oder sind naturbelassen, 25 % sind bebaut.

## Geschichte
Der Ortsname stammt aus gallo-römischer Zeit (52 v. Chr. bis 486) und besteht aus dem Namen Tarinus und der iberischen Silbe -os, „Landgut“, er bedeutet also „Landgut des Tarinus“. Urkundlich erwähnt wurde Tarnos allerdings erst im 12. Jahrhundert. Die befestigte Kirche von Tarnos wurde im 12. Jahrhundert erbaut, sie war eine Kommende des Malteserordens. Sie war eine Anlaufstelle für Pilger des Jakobswegs, die die Voie de Soulac, eine Alternative zur Via Turonensis, benutzten.
Ursprünglich floss der Adour von Süden nach Norden durch die Stadt. Der Ingenieur und Architekt Louis de Foix (1530/1538–1602/1604) ließ einen Damm bauen, der den Adour im Norden blockierte, so dass der Fluss direkt ins Meer geleitet wurde. Der neue Verlauf des Flusses wurde am 28. Oktober 1578 eingeweiht.
1855 wurde der Bahnhof von Boucau eingeweiht, das damals noch Teil von Tarnos war. 1857 wurde Boucau selbstständig. Um 1883 wurde das Eisenwerk Forges de l’Adour eingerichtet, das zu einem Aufschwung in Tarnos führte. Bis 1963 war die wirtschaftliche Situation der Stadt eng mit der eisenverarbeitenden Industrie verknüpft.

## Bevölkerungsentwicklung
| Jahr                       | 1962 | 1968 | 1975 | 1982 | 1990 | 1999   | 2006   | 2017   |
| Einwohner                  | 4813 | 5054 | 6959 | 8219 | 9099 | 10.076 | 11.413 | 12.498 |
| Quellen: Cassini und INSEE |      |      |      |      |      |        |        |        |

## Städtepartnerschaft
Seit 1998 unterhält Tarnos eine Städtepartnerschaft mit Serpa in Portugal.

## Kultur
Tarnos ist mit zwei Blumen im Conseil national des villes et villages fleuris (Nationalrat der beblümten Städte und Dörfer) vertreten. Die „Blumen“ werden im Zuge eines regionalen Wettbewerbs verliehen, wobei maximal drei Blumen erreicht werden können.

## Verkehr
Tarnos liegt an der Europastraße 70/Europastraße 5. 9,4 Kilometer südwestlich liegt der Flughafen Biarritz.

## Persönlichkeiten
- Dominique Arnaud (1955–2016), Radrennfahrer